# 马尔科·圭达
马尔科·圭达（義大利語：Marco Guida，1981年6月7日—），意大利足球裁判，生于坎帕尼亚大区龐貝，目前执法意甲。
1996年12月20日，15岁的马尔科·圭达成为了意大利足球裁判协会的裁判，开始在低级别的比赛（意大利足球卓越聯賽和更低级别的比赛）中执法。2003年起执法意丁，此后圭达逐步获得升迁。2009年，28岁的马尔科·圭达升入意甲及意乙裁判组，打破了提升至这一组别的纪录。2010年1月31日，圭达在切沃与博洛尼亚的比赛中完成了自己在意甲的首演。
2010年7月3日，意甲裁判组与意乙裁判组分离，马尔科·圭达被分入较低一级的意乙裁判组。不过，这个赛季中，他执法了好几场意甲比赛。2011年6月，他执法了意乙升级附加赛诺瓦拉与帕多瓦的比赛。不久，意大利足球裁判协会博洛尼亚分会授予他乔尔乔·贝尔纳尔迪奖，该奖授予意甲的最佳新手裁判。2011年6月30日，马尔科·圭达进入意甲裁判组。
2012年至2013年義大利足球甲級聯賽尤文图斯主场与热那亚的比赛临近结束时，热那亚队在禁区内手球犯规，圭达却拒绝判给主队点球。此举引起尤文图斯全队上下强烈不满。事后，尤文图斯主教练、经理朱塞佩·马罗塔、球员喬治奧·基亞連尼、莱昂纳多·博努奇因抗议裁判而遭到意大利职业联盟处罚。